# Wonderstruck
Wonderstruck is een Amerikaanse film uit 2017, geregisseerd door Todd Haynes. De film ging op 18 mei in première op het filmfestival van Cannes in de competitie voor de Gouden Palm.

## Verhaal
De film speelt zich in twee periodes af, 1927 en 1977 waarbij twee dove kinderen, Rose en Ben gevolgd worden. In 1927 besluit Rose naar New York te reizen om haar idool te ontmoeten. In 1977 wordt Ben na het overlijden van zijn moeder gedwongen om bij zijn tante en oom te gaan wonen. Hij reist naar New York op zoek naar zijn vader. Op mysterieuze wijze kruisen de paden van Ben en Rose elkaar.

## Rolverdeling
| Acteur             | Personage                    |
| ------------------ | ---------------------------- |
| Oakes Fegley       | Ben                          |
| Julianne Moore     | Lillian Mayhew / oudere Rose |
| Michelle Williams  | Elaine                       |
| Millicent Simmonds | Rose                         |
| Amy Hargreaves     | tante Jenny                  |

## Productie
De film is gebaseerd op de gelijknamige roman van Brian Selznick die ook het scenario voor de film schreef. De filmopnamen gingen van start op 4 mei 2016 in Peekskill, New York en eindigden op 3 juli 2016. De helft van de film wordt gepresenteerd als een stomme film met een aantal dove acteurs in de rollen, onder hen ook de 13-jarige Millicent Simmonds die de rol van Rose speelt.